# オズワルド・オリヴェイラ
オズワルド・オリヴェイラ（Oswaldo Oliveira）ことオズワルド・デ・オリヴェイラ・フィーリョ（Oswaldo De Oliveira Filho、1950年12月5日 - ）は、ブラジル・リオデジャネイロ州リオデジャネイロ出身のサッカー指導者。オズワウド・ジ・オリベイラ（Oswaldo de Oliveira）と表記されることもある。

## 来歴
サッカー選手としての経歴は無く、大学卒業と同時にフィジカルコーチへの道を歩む。49歳で初めて監督を務めるが、母国の名門・コリンチャンスの監督で、しかも当初は40日間の暫定監督であった。2000年に同クラブを率いて同年のFIFAクラブ世界選手権優勝に導いた。
2007年より鹿島アントラーズの監督に就任し、就任1年目でJリーグ優勝、さらに天皇杯も制し2冠を達成した。2008年、2009年もJリーグ優勝を果たし、鹿島にJリーグ史上初となる3連覇をもたらした。またJリーグにおいて1クラブでの最速50勝到達記録も持っている（2007年-2009年）。2014年時点でJリーグ史上最多の国内タイトル（Jリーグ・天皇杯・Jリーグカップ・FUJI XEROX SUPER CUP）を獲得した監督である。
2012年からボタフォゴの監督に就任。
2014年、サントスの監督に就任するも、同年9月2日に解任された。12月16日、パルメイラスの監督に就任した。2015年6月9日にパルメイラスの監督を解任したと発表した。サンパウロ州選手権は2位に導いたが、全国選手権は第6節を終えて20チーム中15位と振るわなかった。8月20日、12年ぶりにフラメンゴの監督に復帰も、11月29日、成績不振で解任された。
2018年4月19日、浦和レッズの監督に就任する事が発表された。J1第10節（4月25日）より指揮を執る事も併せて発表されている。2011年の鹿島時代以来、7年ぶりに日本で監督を務めることとなった。リーグ戦5位となり、天皇杯では浦和を7度目の優勝に導いた。2019年も引き続き浦和の指揮を執ったが、5勝2分6敗の11位と低迷した5月28日、浦和が同日付で契約解除したことを発表。同年8月20日、フェルナンド・ジニズの後任としてブラジル1部・フルミネンセの監督に就任する事が発表された。同年9月27日（現地時間）、成績不振により解任された。

## 人物・エピソード
- サンパウロ時代にカカ、サントス時代にはロビーニョ、コリンチャンス時代にはマルコス・セナの指導をしていた。
- 長らくフィジカルコーチを務めたため、シーズン通しての緻密なコンディション管理、弱点を見極めた選手の肉体強化に長けているという。例えば、監督の信念は「体力は貯金」であり、合宿で徹底した長距離のランニングや砂浜の走り込みをやらせ、一年間バテないような体力強化を行う。この方法で2007年シーズン、過密日程のシーズン後半に他チームがコンディションや勢いを失っていく中、バテずに驚異の粘りを見せ、大逆転劇を見せることが出来た。
- 2007年、鹿島アントラーズを指揮することが決まり、選手との初顔合わせで、選手全員の顔と名前を覚えていた。2009年のリーグ制覇後、NHK水戸放送局の特番で「オリヴェイラ監督の言葉で一番印象に残っていること」という質問で、内田篤人がこのエピソードを紹介し、「この人と仕事をするんだなという気になりました」と語っている。
- 選手が得点を取ると、サポーターに万歳をしたり、何度もガッツポーズをするなど、熱い一面もある。
- 2007年12月1日、鹿島が最終節にして大逆転優勝を決めた清水エスパルス戦にて、終了のホイッスルとともに真っ先にピッチへ走り出し、喜びを爆発させた。一方、ピッチ上の選手達は日産スタジアムで行われた横浜FC対浦和レッズ戦の試合経過を知らされていなかった為、優勝目前であるという事がわからないまま唖然としていた。
- 趣味は音楽を聴くこと。家には何千枚もの音楽レコードがある。
- 2008年11月29日、岩政大樹のロスタイムの決勝ゴールで劇的勝利となったジュビロ磐田戦の試合終了後、今季ホーム最終戦サポーターへのあいさつで、涙を流しながら絶叫して喜びと優勝への意気込みを表現した。その際に「これで感動できなかったら医者にかかった方がいい!」と語った。
- 後述にも関連するが、不調時の選手たちを個別に呼び出し奮起を促すことが多々あるという。
  - 内田篤人が国内戦、ACL、日本代表の連戦により原因不明の嘔吐を繰り返している際に「私が50数年間に味わった苦しみは、今の君の苦しみには到底及ばない」と叱咤した。
  - 10試合以上無得点の興梠慎三には、「信じてる。だから使い続ける」と言い用い続けた。
  - 体調不良で苦しむ岩政大樹にはフィジカルトレーナーに「大樹はどうした!?大樹がピッチに立っていてくれさえすればいい!!」など、選手たちが惚れ込む言葉を発する。
- 2009年Jリーグ優勝時の記者会見で、「小笠原のような選手が、ワールドカップをテレビの前で過ごすようなことはあってはならない」と、日本代表監督の岡田武史へメッセージを送った。
- 実弟で鹿島のフィジカルコーチも経験したことがあるバウデマール・オリヴェイラは、2010年1月に韓国の浦項スティーラースの監督に就任したものの、成績不振により、AFCチャンピオンズリーグ2010での「兄弟対決」を直前に控えた5月10日に解任された。
- 浦和の監督に就任した2018年には、鹿島との対戦を控えた天皇杯準決勝を前に、通常は非公開練習としてきた前日練習を公開にすると発表し、練習場へのファン・サポーターの来場を呼びかけた。迎えた前日練習では、平日の日中にもかかわらず約350人のサポーターが集結し、練習場の周囲には83枚もの横断幕が貼られ、選手に向けて「浦和レッズ！」コールで後押しした。これが功を奏したのか浦和は鹿島を下して決勝に進出[7]。決勝の前日練習も公開にすると発表すると、土曜日ということもあり約800人のサポーターが練習場に集まり、貼られた横断幕は110枚にも及んだ。果たして浦和は決勝も勝利し、12大会ぶりに天皇杯を制覇、ACL出場権も2年ぶりに獲得した。

## ミーティング
ミーティングに多大な時間を割いていることが特徴である。
- ミーティングに費やす時間は短くて20分、長くて120分に及ぶ。開催頻度も毎日やることもあれば、試合の二日前に初めて実施することもある。
- エピソードの項にもあるように必要に応じて選手が惚れ込むメッセージを発し続けたことで、選手全員のモチベーションを高く保ち続けた。2007年からの3連覇達成の原動力になっていることは選手全員が確信している。このミーティングは魂のミーティングと称されている。
- その一方で交代の際、ピッチを去る選手と握手を交わさなかったり、交代枠を使い切り出番がなくなって、試合中にベンチから退出した控え選手にはミーティングの際に必ず指摘し、全員の面前で謝罪させるという断固とした制裁を取ることもある。内田篤人が「とてもじゃないが、居眠りできるようなものではない」と評したこともあり、厳かな一面もある。（週刊サッカーダイジェスト2008年12月23日号）
- ミーティング以外にも試合機会に恵まれない選手と練習後などに個別に会談することもあり、「あなたは必要な選手だ。必ず出番はある」と選手一人ひとりのケアを怠らなかった。オリヴェイラ本人が直接伝えるのみではなく、クラブのスタッフを通じて本人に伝えることもある。2008年は伊野波雅彦と野沢拓也、2009年には田代有三と増田誓志が該当する。
- 2008年、J1第33節ジュビロ磐田戦の直前ミーティングで家族から選手への激励メッセージを録画したビデオを上映した。これは練習場で全体練習を実施している最中にクラブの職員を選手の自宅に派遣して、両親、奥さんまたは子供から選手へのメッセージを録画し、試合当日までは本人に教えないよう頼み込んだ上で作成した。試合は1-0で勝利。この頃からオリヴェイラはオズの魔法使いと評されるようになった。

2009年のJOMO CUPでJリーグ選抜チームを指揮した際も、ミーティングを受けた川崎フロンターレの中村憲剛ら選手達から「鹿島が強い理由がわかった」と称されるほど外部でも評価は高い。

## 監督成績
| 年度 | クラブ | 所属 | 試合 | 勝点 | 勝 | 分 | 敗 | 得 | 失 | 年間順位 | Jリーグ杯 | 天皇杯   | 他公式戦  | 国際大会         |
| ---- | ------ | ---- | ---- | ---- | -- | -- | -- | -- | -- | -------- | --------- | -------- | --------- | ---------------- |
| 2007 | 鹿島   | J1   | 34   | 72   | 22 | 6  | 6  | 60 | 36 | 優勝     | ベスト4   | 優勝     | -         | -                |
| 2008 | 鹿島   | J1   | 34   | 63   | 18 | 9  | 7  | 56 | 30 | 優勝     | ベスト8   | ベスト16 | SC 準優勝 | ACL2008 ベスト8  |
| 2009 | 鹿島   | J1   | 34   | 66   | 20 | 6  | 8  | 51 | 30 | 優勝     | ベスト8   | ベスト8  | SC 優勝   | ACL2009 ベスト16 |
| 2010 | 鹿島   | J1   | 34   | 60   | 16 | 12 | 6  | 51 | 31 | 4位      | ベスト8   | 優勝     | SC 優勝   | ACL2010 ベスト16 |
| 2011 | 鹿島   | J1   | 34   | 50   | 13 | 11 | 10 | 53 | 40 | 6位      | 優勝      | ベスト16 | SC 準優勝 | ACL2011 ベスト16 |
| 2018 | 浦和   | J1   | 25   | 39   | 11 | 6  | 8  | 41 | 29 | 5位      | PO敗退    | 優勝     | -         | -                |
| 2019 | 浦和   | J1   | 13   | 17   | 5  | 2  | 6  | 10 | 17 | 11位     | -         | -        | SC 準優勝 | ACL2019 ベスト16 |

## タイトル

### クラブ
コリンチャンス
- サンパウロ州選手権：1999
- ブラジル全国選手権：1999
- FIFAクラブ世界選手権：2000

ヴァスコ・ダ・ガマ
- コパ・メルコスール：2000

鹿島アントラーズ
- J1リーグ：2007, 2008, 2009
- 天皇杯全日本サッカー選手権大会：2007, 2010
- FUJI XEROX SUPER CUP：2009, 2010
- Jリーグカップ：2011

ボタフォゴ
- タッサ・リオ：2012, 2013
- タッサ・グアナバラ：2013
- リオ・デ・ジャネイロ州選手権：2013

サントス
- Copa São Paulo de Futebol Júnior：2014

浦和レッズ
- 天皇杯全日本サッカー選手権大会：2018

### 個人
- Jリーグ最優秀監督賞：2007, 2008, 2009
- アントラーズ功労賞：2011

## 著書
- 『オズワルド・オリヴェイラ自伝―風のおもむくままに』（2009年、講談社）